# Ballangen (gemeente)
Ballangen was een gemeente in de Noorse provincie Nordland. De gemeente telde 2554 inwoners in januari 2017. Per 1 januari 2020 werd Ballangen toegevoegd aan Narvik.

## Geboren in Ballangen
- Anni-Frid Lyngstad (15 november 1945), zangeres ABBA

## Plaatsen in de gemeente
- Ballangen (plaats)